# Gustav Kadelburg
Gustav Kadelburg (26. juli 1851 i Budapest - 11. september 1925 i Berlin) var en tysk skuespiller og lystspilforfatter.
Opdraget på tysk begyndte Kadelburg 17 år gammel sin sceniske bane på Statsteatret i Leipzig, kom 1871 til Wallnerteatret i Berlin, hvor han med undtagelse af 2 Sæsoner blev til 1883; efter et års engagement i Hamburg knyttede L'Arronge Kadelburg 1884 til Deutsches Theater i Berlin, hvor han snart blev en meget yndet skuespiller, særlig i bonvivantfaget; 1894 forlod han Deutsches Theater og modtog siden intet fast engagement, men gav gæsteforestillinger på forskellige scener. Sammen med andre skuespillere fra Deutsches Theater gæstede Kadelburg i maj—juni 1893 København. Kadelburg har dels alene, dels i forening med Franz von Schöntan eller Oscar Blumenthal forfattet en række harmløse lystspil og farcer, hvoraf en del også er opført på nordiske scener, som Guldfiske, Styrtende uheld, Den berømte kone, Storstadsluft og så vider. Han udgav 1899 sine samlede dramatiske værker.